# 팔봉산 감자축제
팔봉산 감자축제(Palbongsan Potato Festival)는 충청남도 서산시 팔봉면 양길리에서 매년 6월에 개최되는 지역 축제이다. 팔봉면에서 생산되는 감자를 주제로 진행되며, 팔봉산감자축제추진위원회에서 주관한다. 감자캐기 체험행사, 왕 감자 선발대회, 감자요리 전시회 등 다양한 프로그램을 통해 농촌을 체험할 수 있다.

## 역사
팔봉산 감자의 우수성을 널리 알리고 팔봉산을 비롯한 지역 관광 명소를 홍보코자 충청남도 서산시에서 2002년 6월 처음으로 축제를 개최하였다. 2015년 메르스로 인해 행사가 취소되기도하였다.

## 팔봉산감자
팔봉산감자는 충청남도 서산시 팔봉면에서 생산되는 팔봉면 대표 농특산물이다. 서늘한 해양성 기후와 감자의 생육에 가장 적합한 토양인 사질 양토에서 자라나 저장양분이 풍부하며 단단하여 포슬포슬한 맛이 난다.

## 축제연혁
| 회차 | 연도 | 일시(기간)          | 축제장소                         | 추진위원장 |
| ---- | ---- | ------------------- | -------------------------------- | ---------- |
| 1    | 2002 | 6월22일 ~ 23일(2일) | 팔봉면 양길리 팔봉초등학교       | 이상순     |
| 2    | 2003 | 6월21일~22일(2일)   | 팔봉면 양길리 팔봉초등학교       | 이상순     |
| 3    | 2004 | 6월19일~27일(8일)   | 팔봉면 팔봉중학교 앞 공터        | 최기환     |
| 4    | 2005 | 6월18일~20일(3일)   | 팔봉면 양길리 팔봉산 주차장      | 조기상     |
| 5    | 2006 | 6월17일~18일(2일)   | 팔봉면 양길리 팔봉산 주차장      | 조기상     |
| 6    | 2007 | 6월9일~10일(2일)    | 팔봉면 양길리 팔봉산 주차장      | 오세호     |
| 7    | 2008 | 6월14일~15일2일)    | 팔봉면 양길리 팔봉산 주차장      | 오세호     |
| 8    | 2009 | 6월13일~14일(2일)   | 팔봉면 양길리 팔봉산 주차장 솔밭 | 오세호     |
| 9    | 2010 | 6월19일~20일(2일)   | 팔봉면 양길리 팔봉산 주차장 솔밭 | 안상일     |
| 10   | 2011 | 6월18일~19일(2일)   | 팔봉면 양길리 팔봉산 주차장 솔밭 | 안상일     |
| 11   | 2012 | 6월23일~24일(2일)   | 팔봉면 양길리 팔봉산 주차장      | 김지중     |
| 12   | 2013 | 6월22일~23일(2일)   | 팔봉면 양길리 팔봉산 주차장      | 김지중     |
| 13   | 2014 | 6월21일~22일(2일)   | 팔봉면 양길리 팔봉산 주차장      | 박상권     |
| 14   | 2015 | 행사취소            | 행사취소                         | 행사취소   |
| 15   | 2016 | 6월18일~19일(2일)   | 팔봉면 양길리 팔봉산 주차장      | 안동석     |
| 16   | 2017 | 6월17일~18일(2일)   | 팔봉면 양길리 팔봉산 주차장      | 장동식     |

## 사진

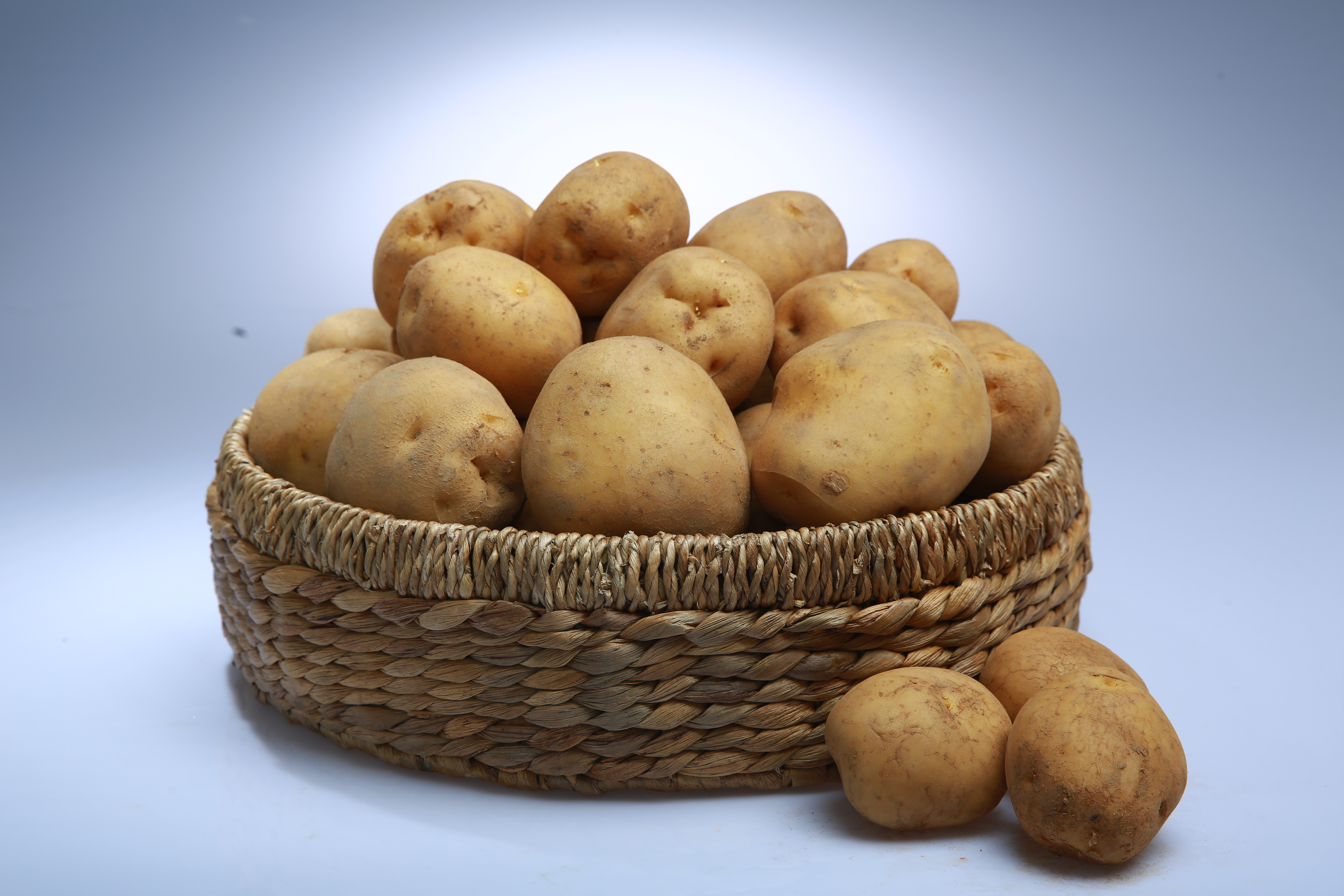
서산 9품 감자
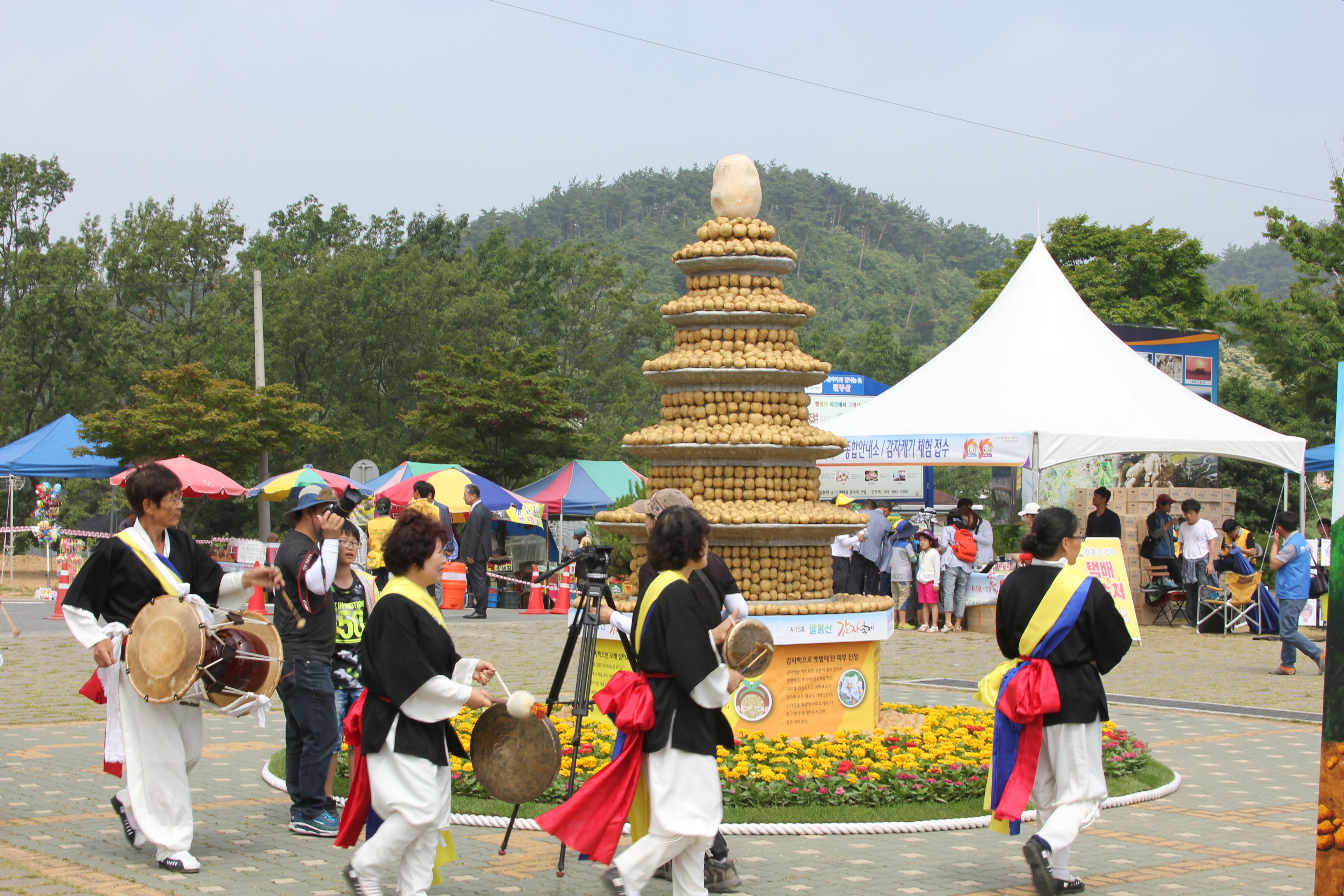
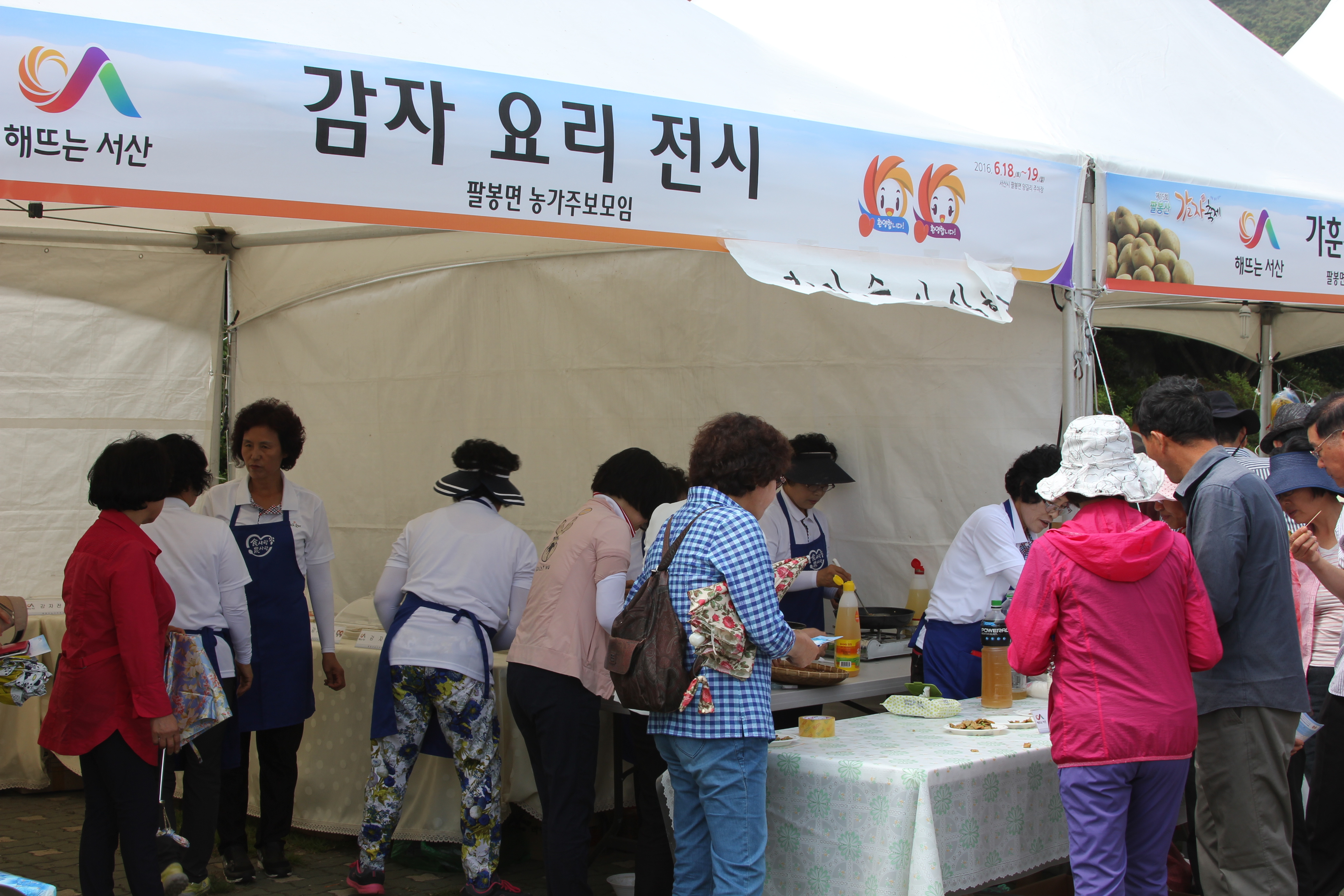
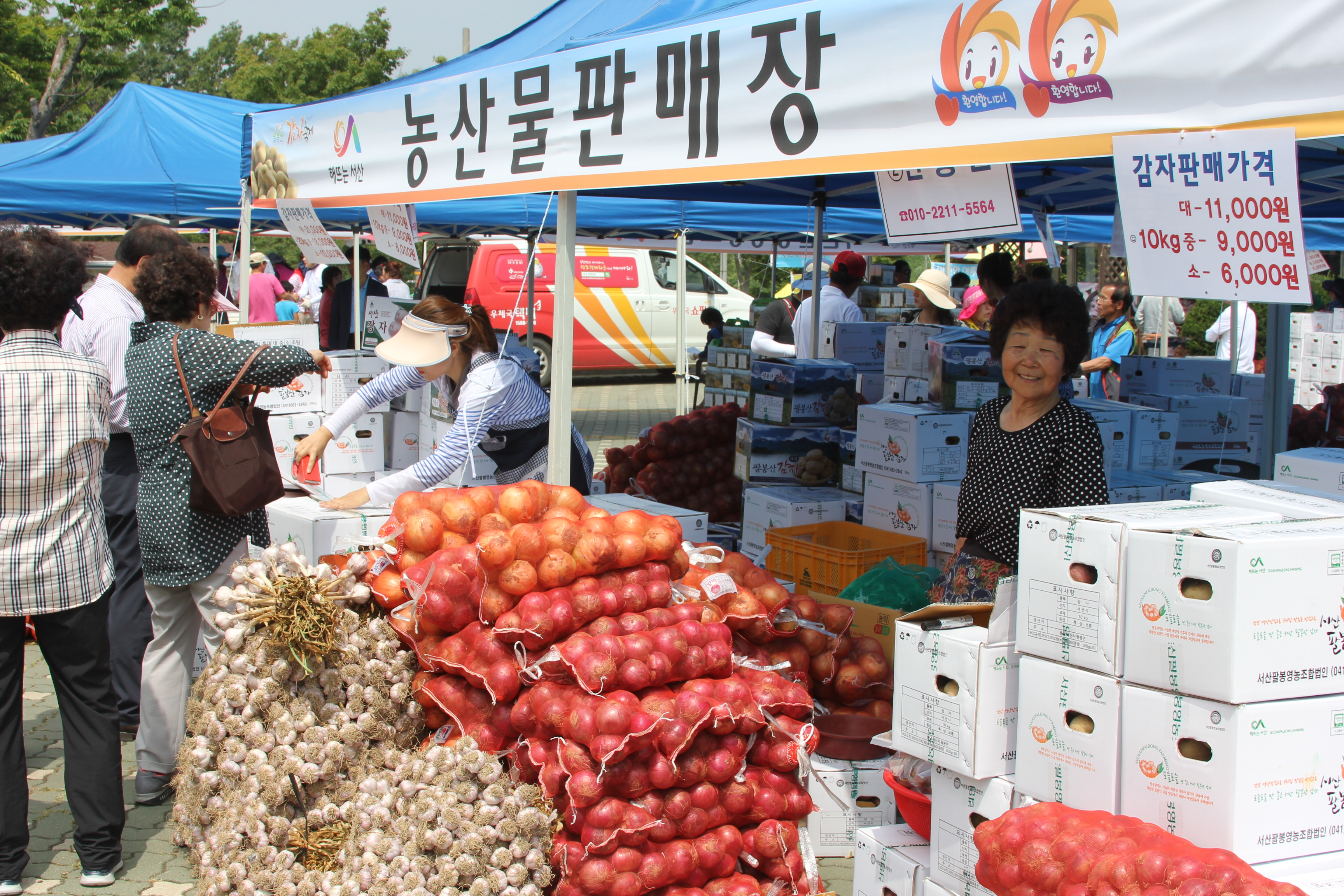
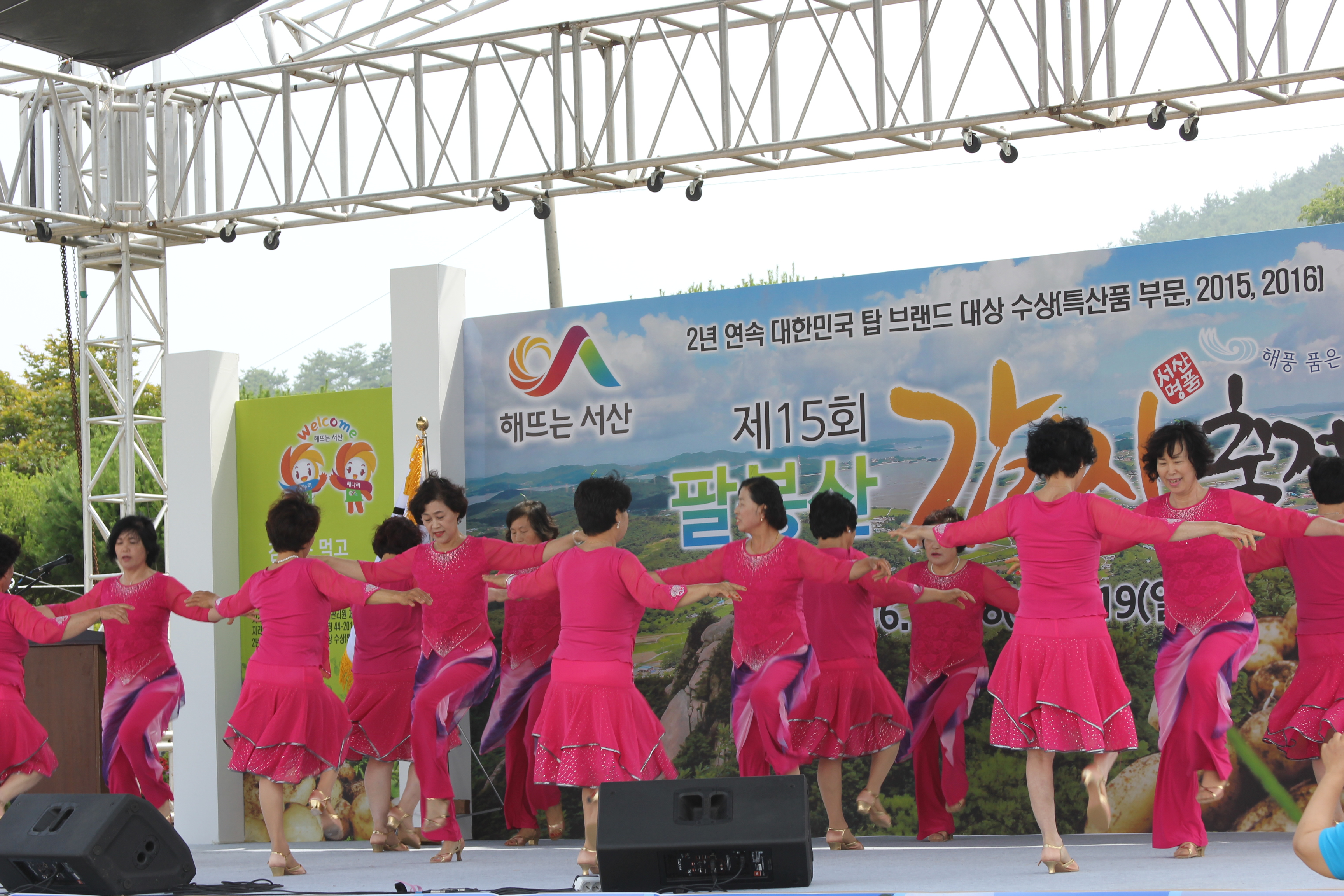
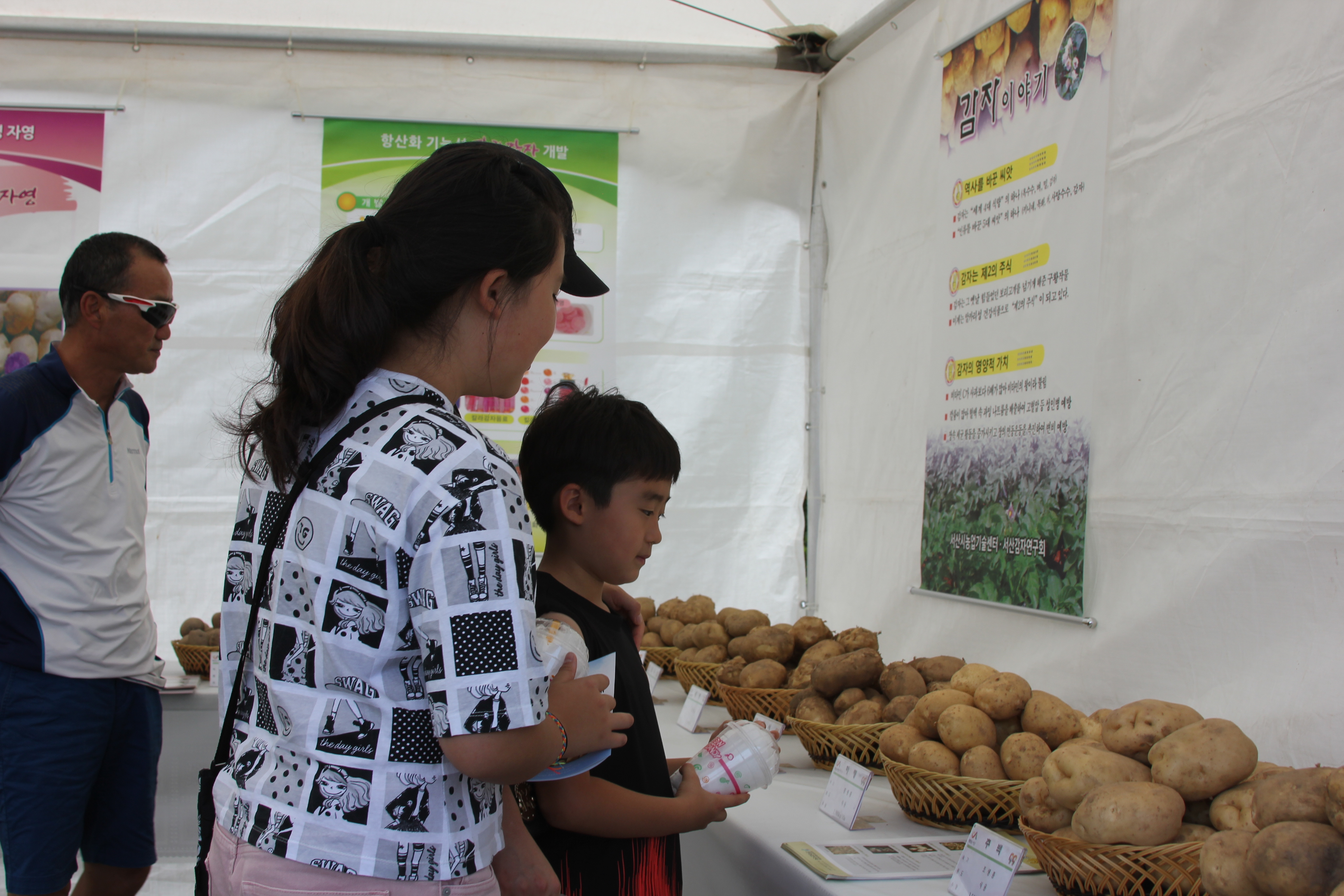
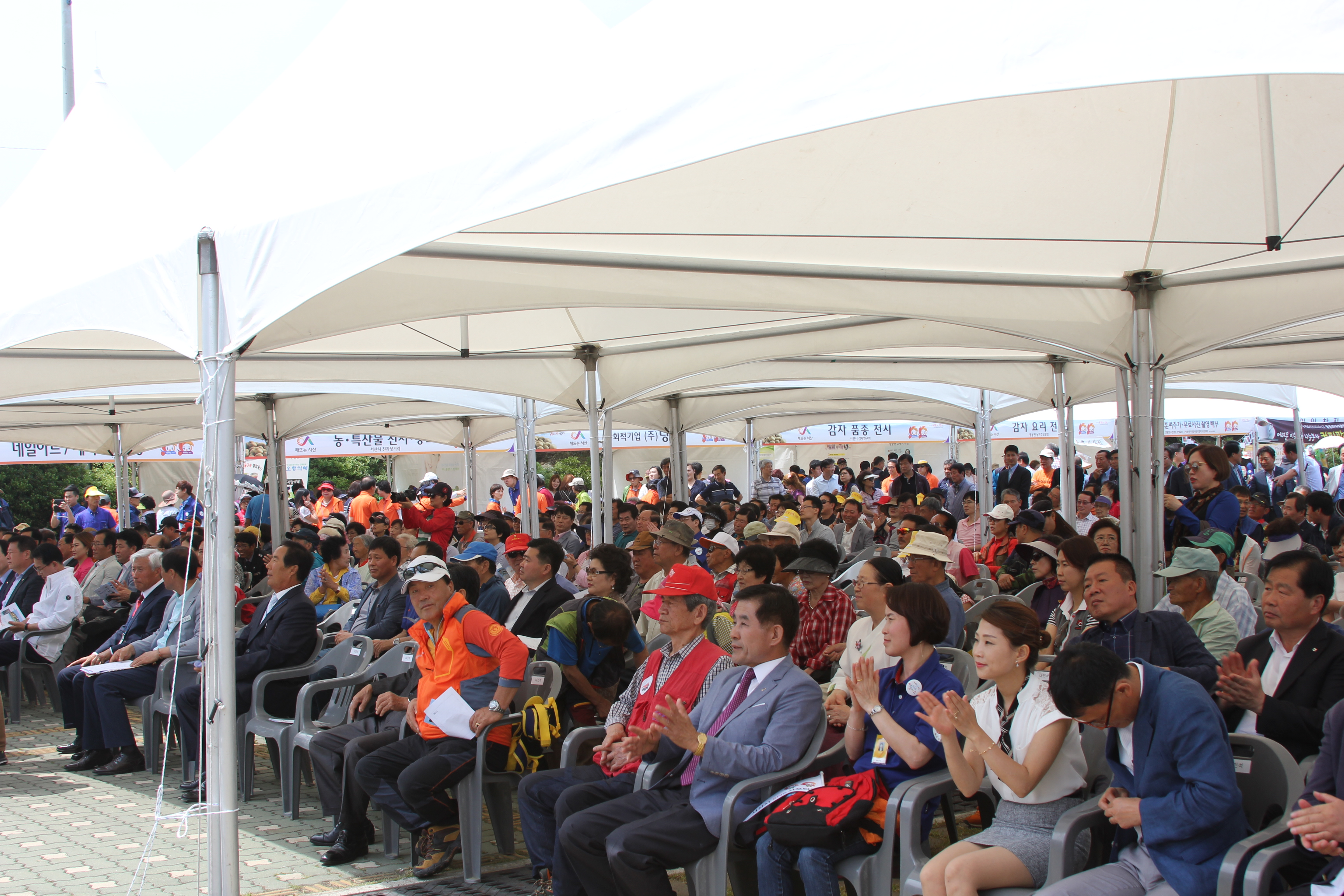
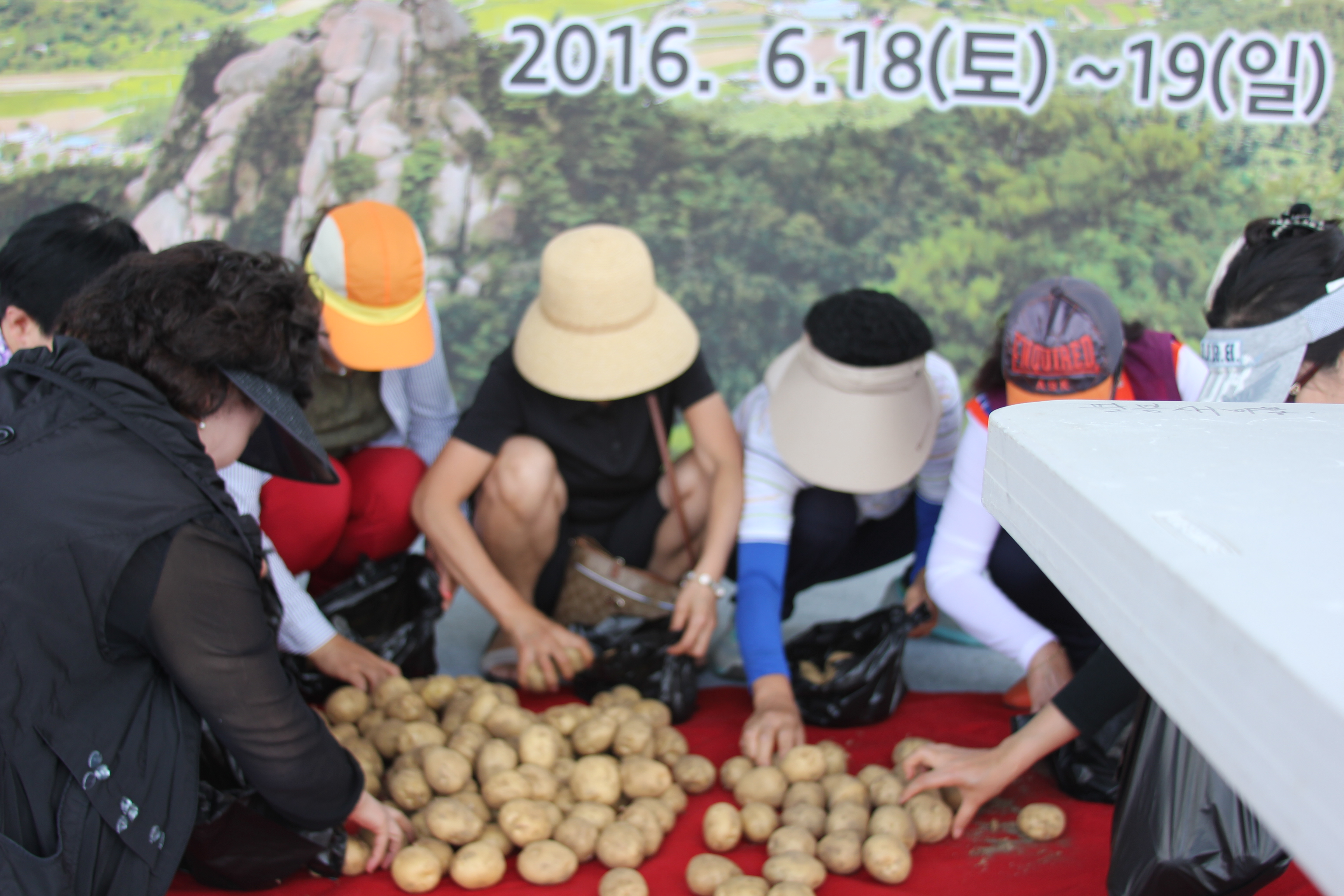
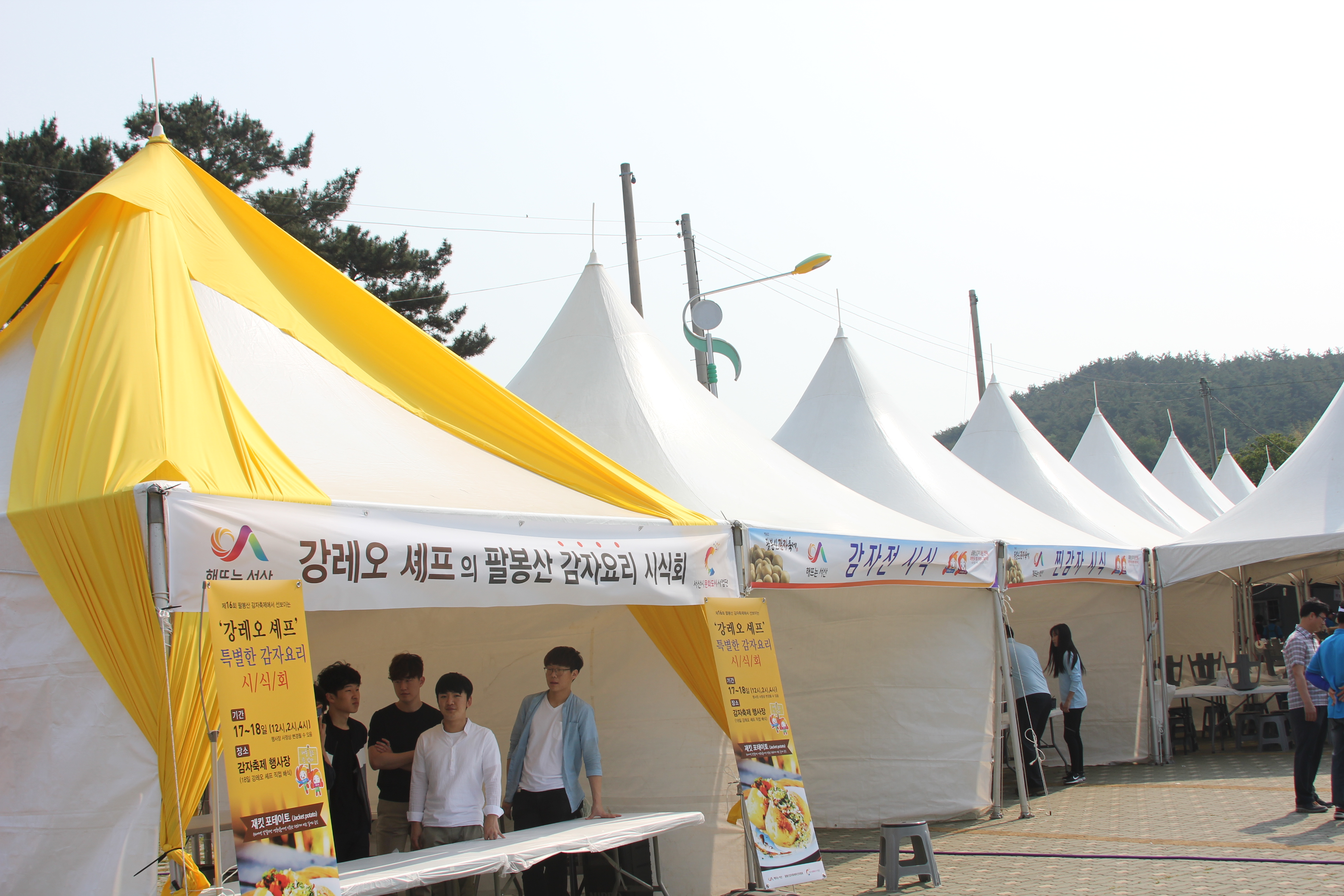
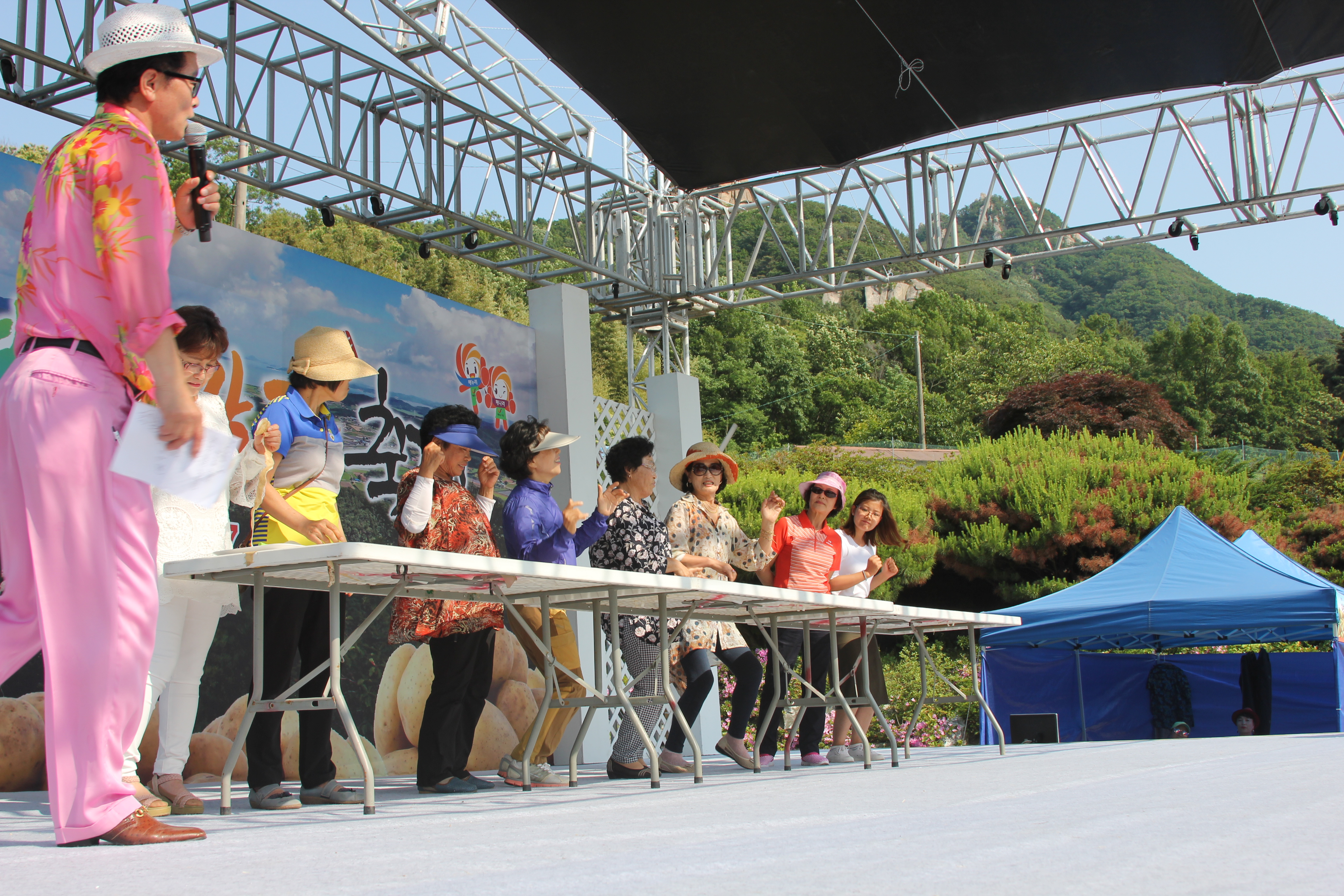
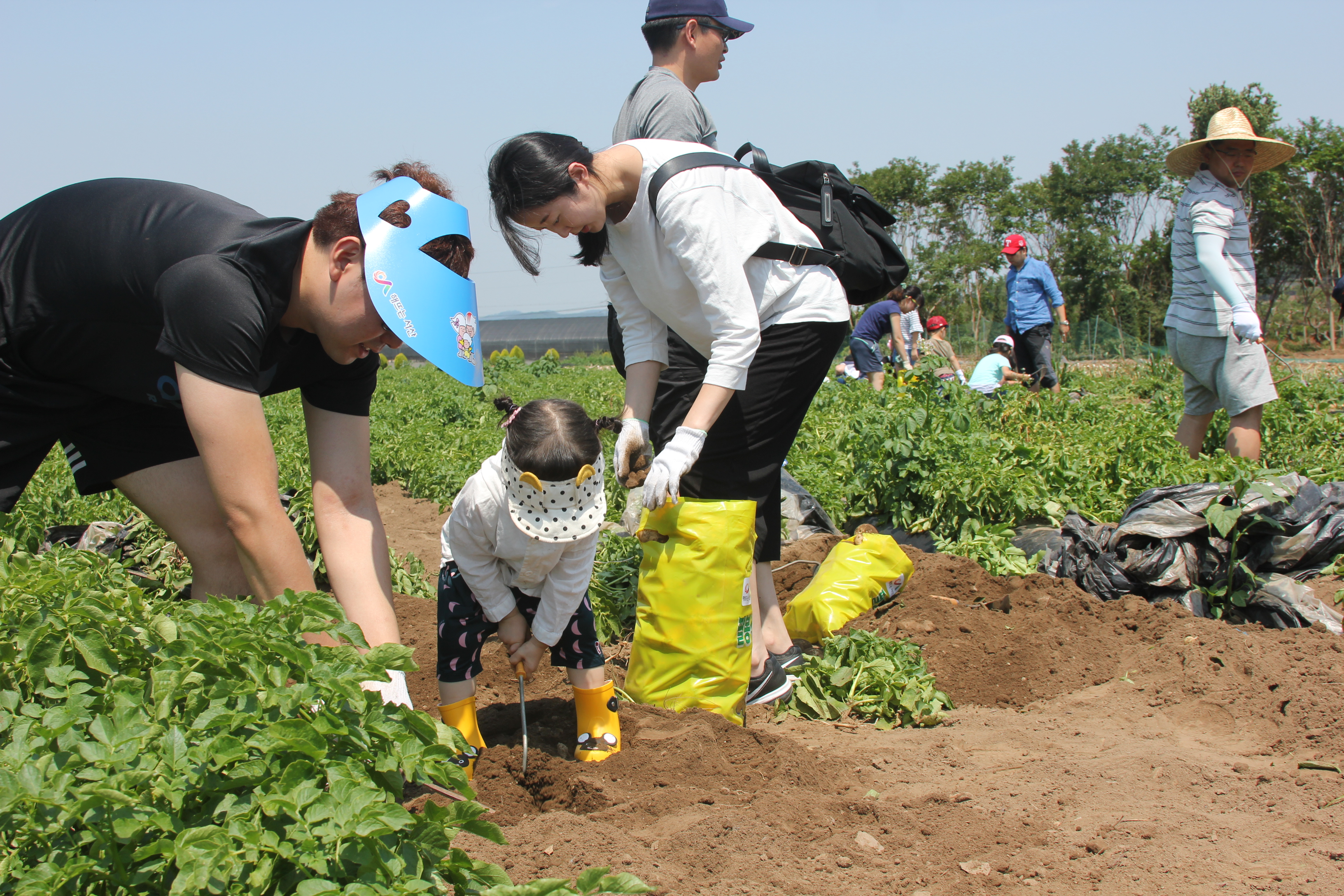
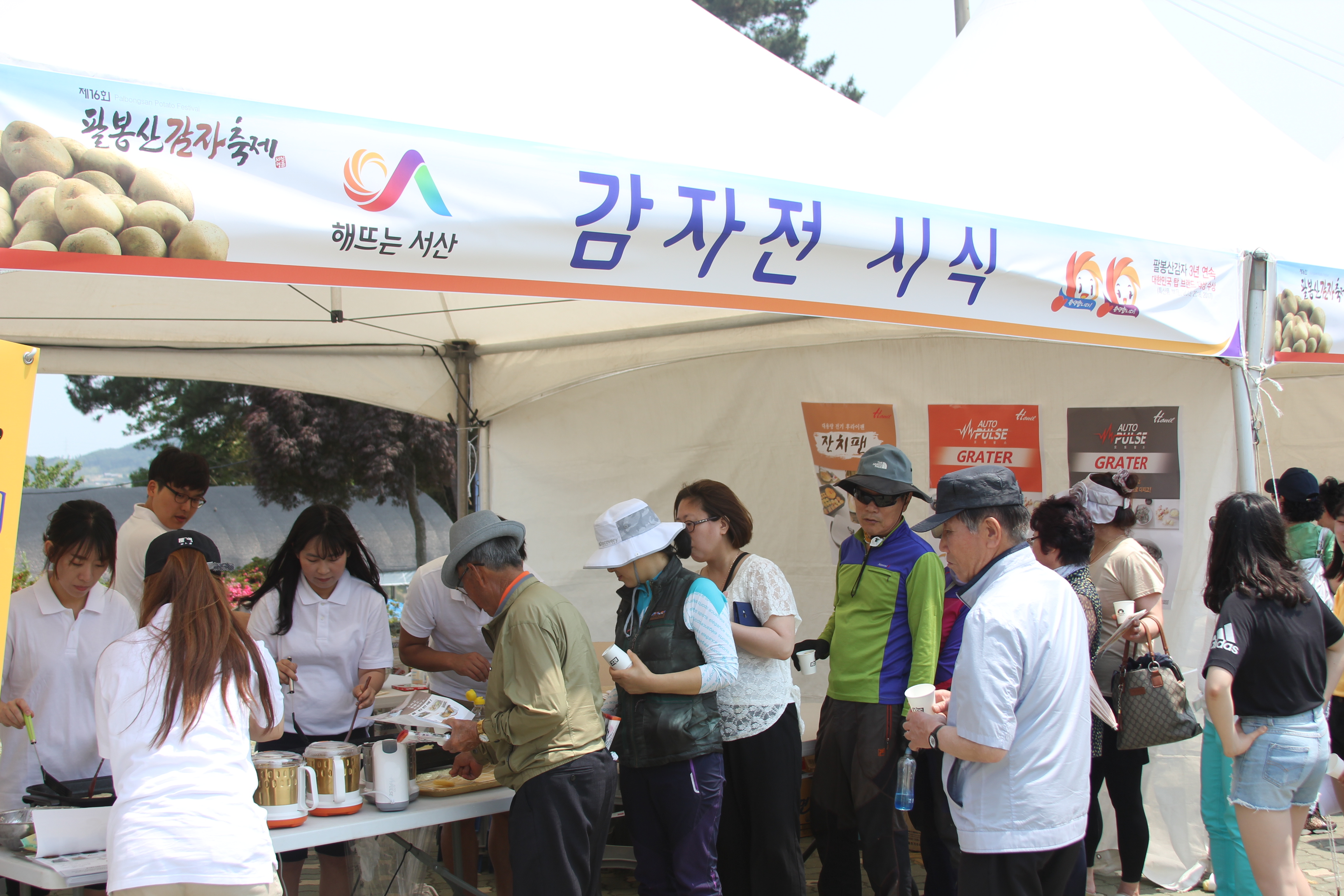
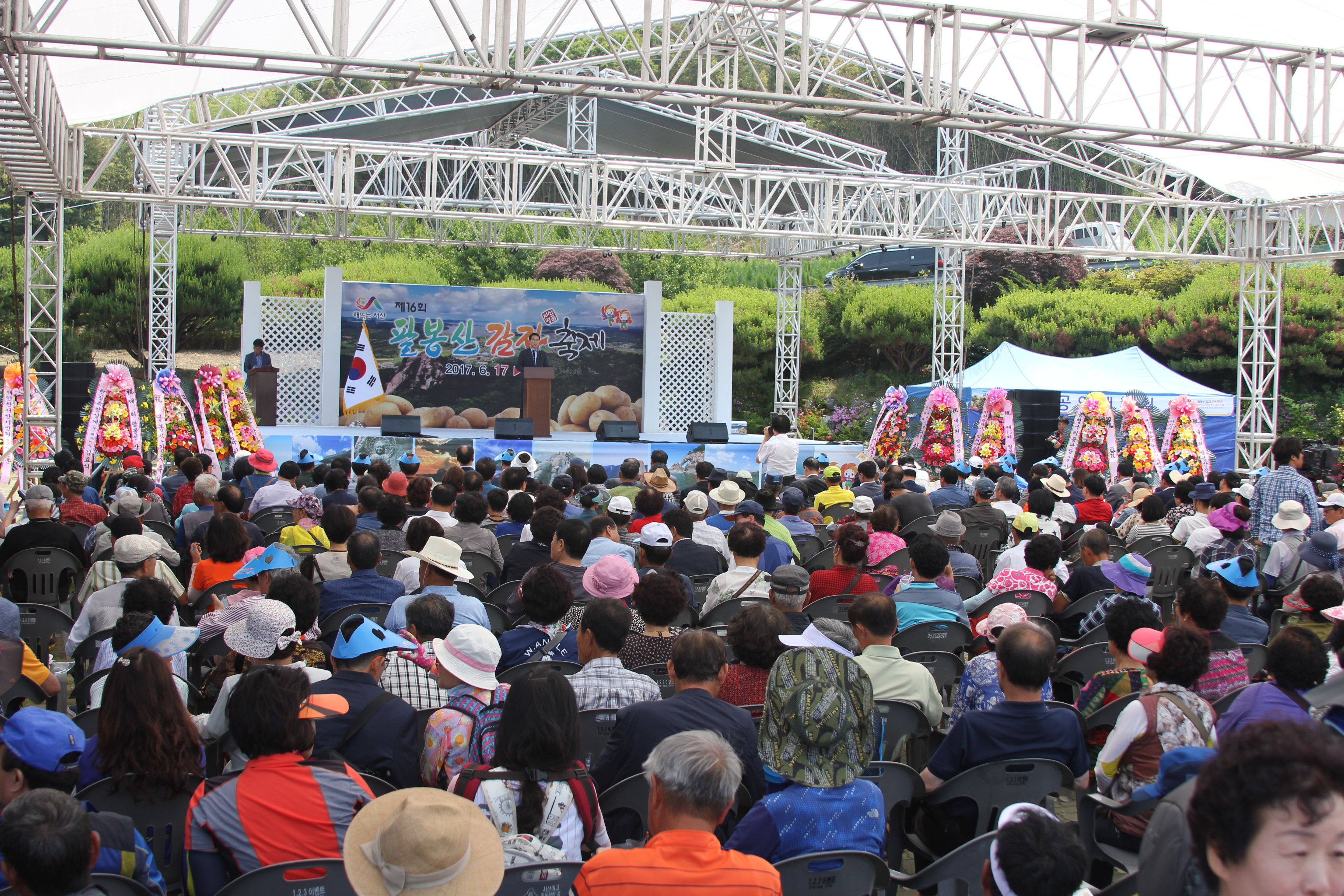
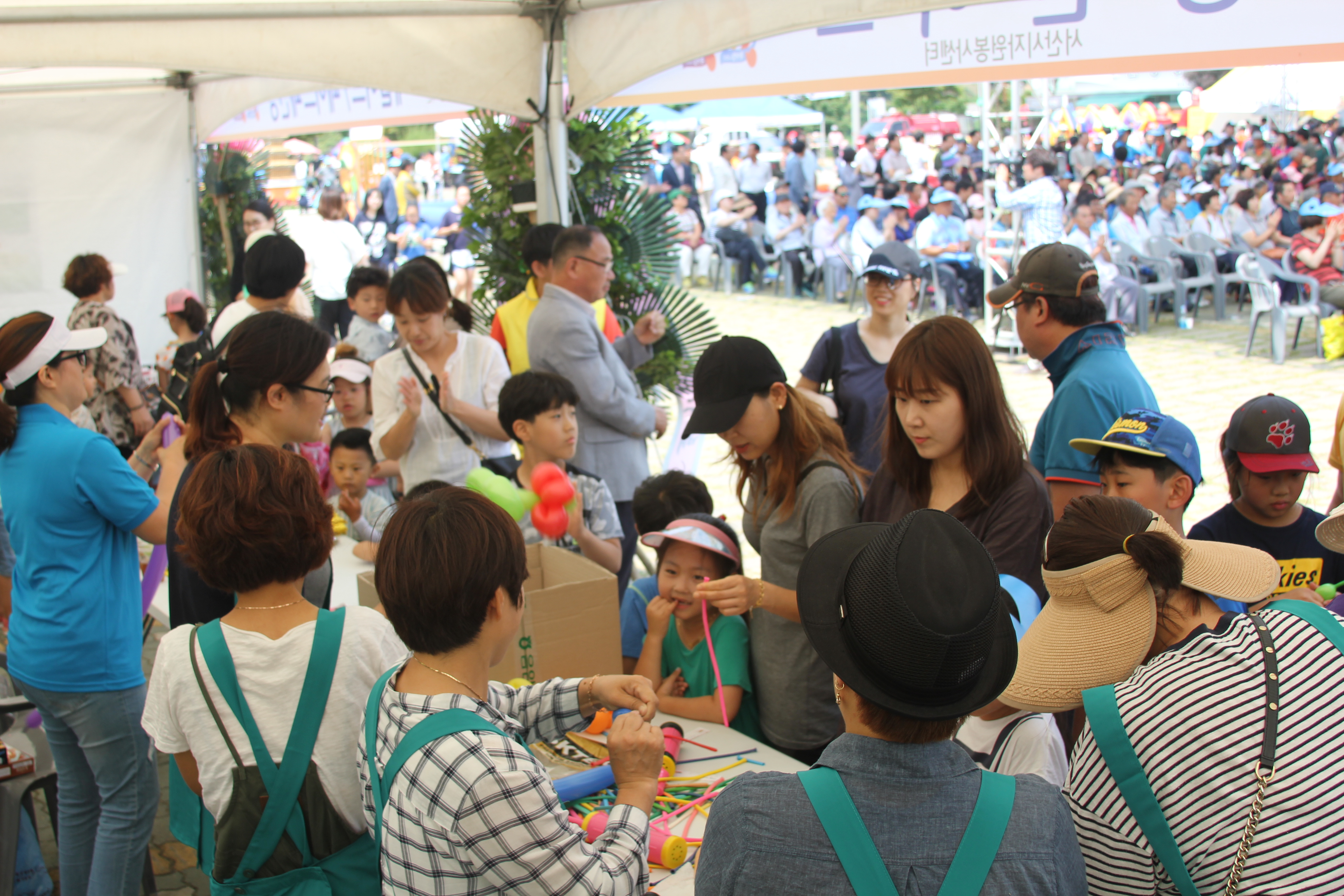
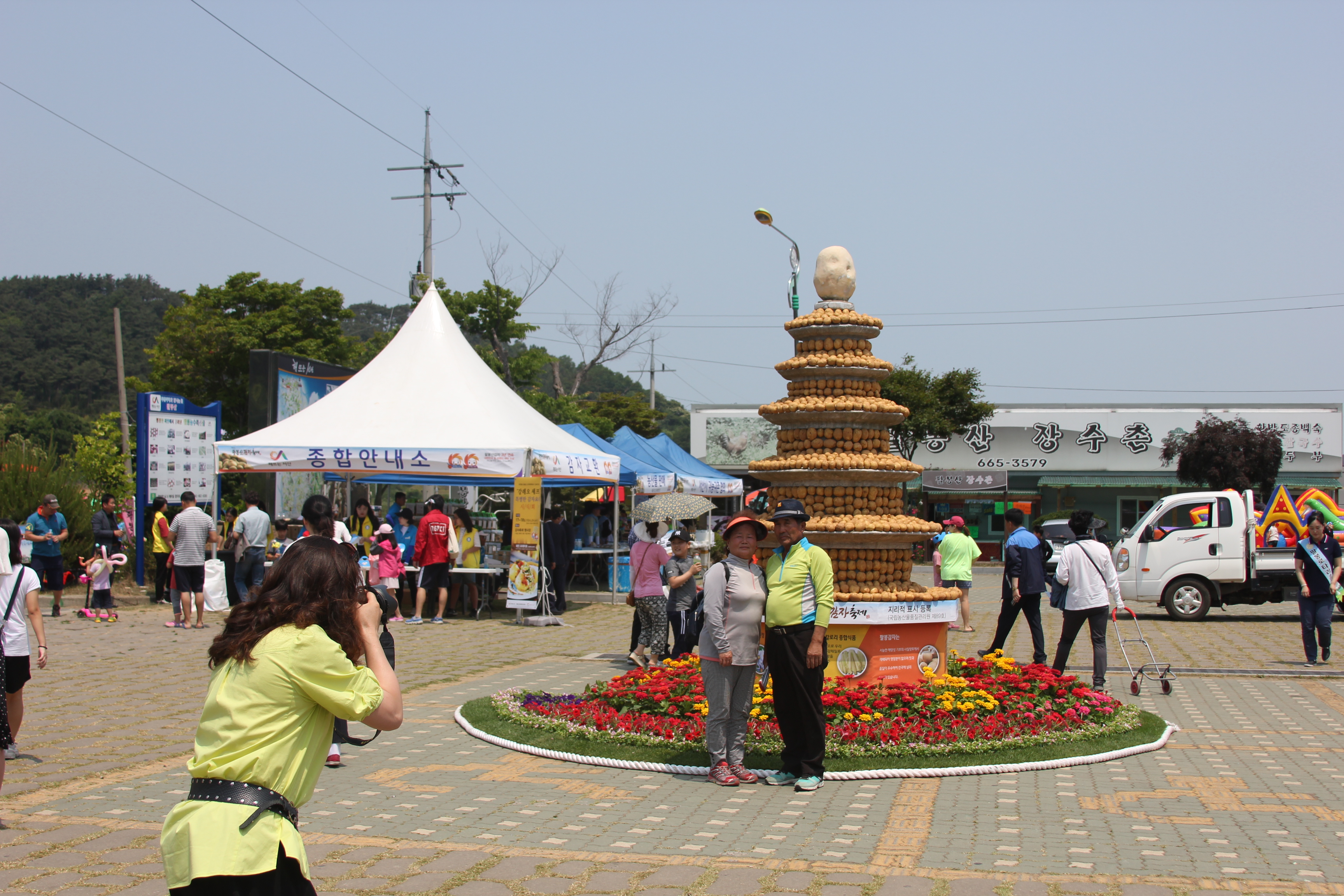
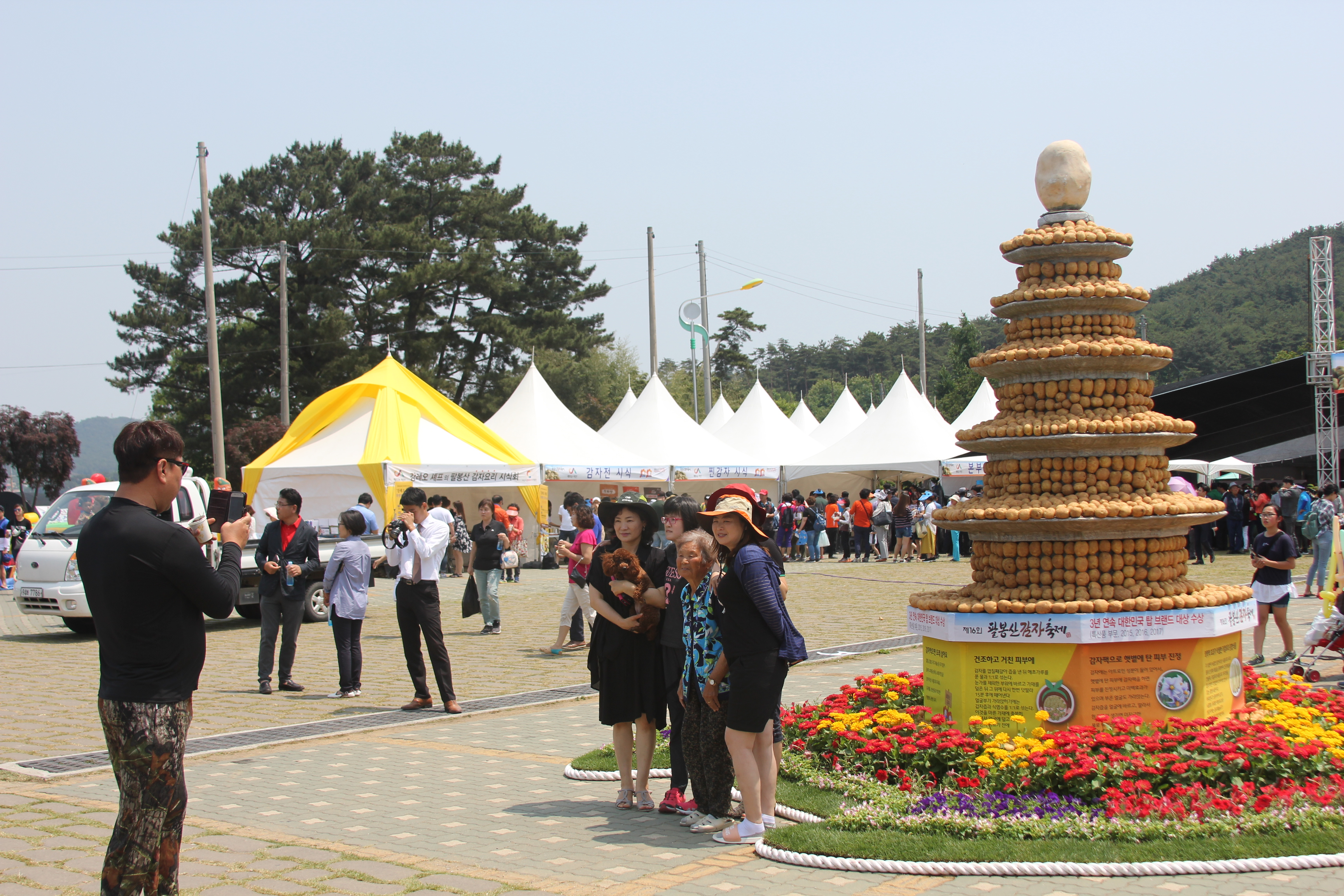
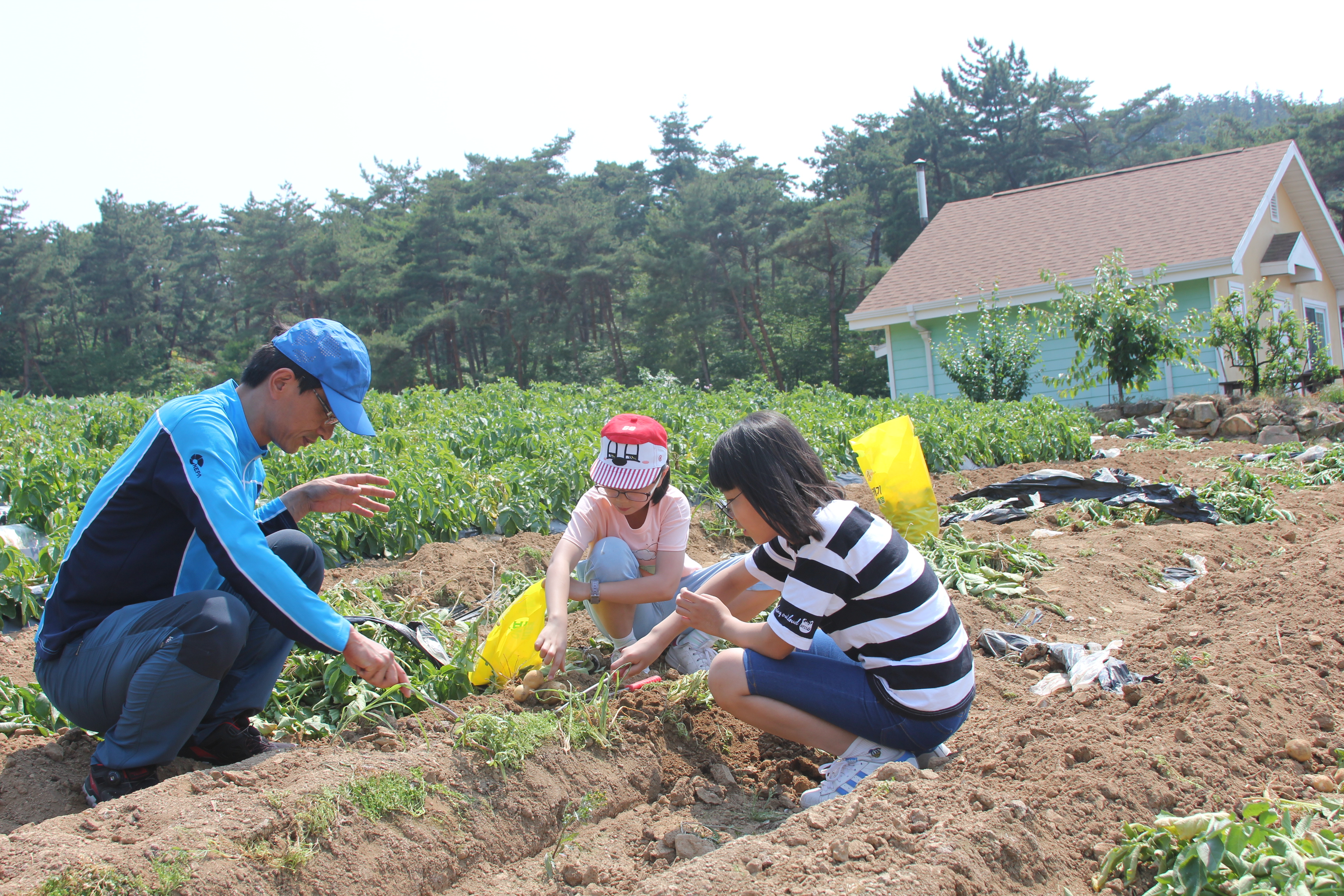
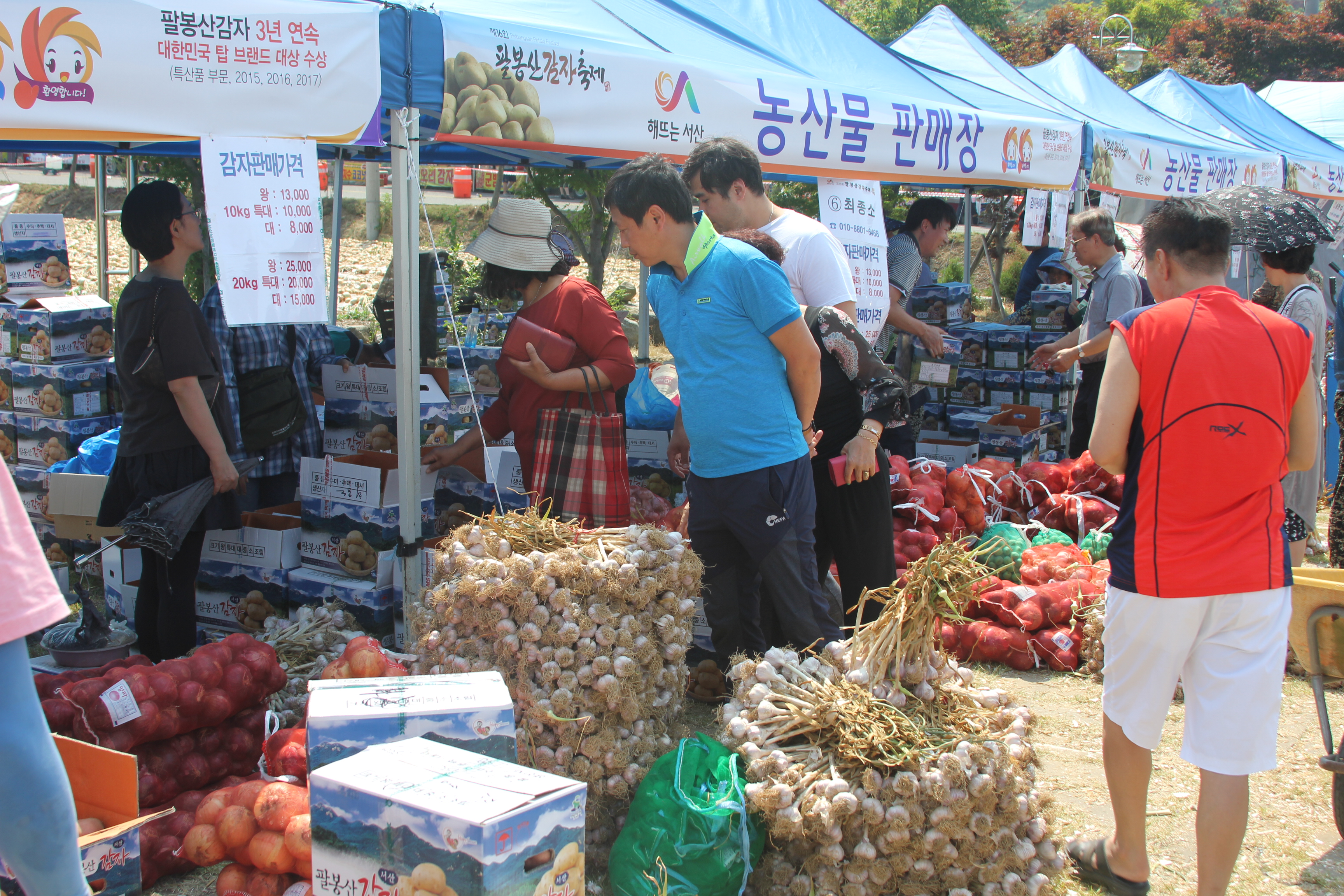
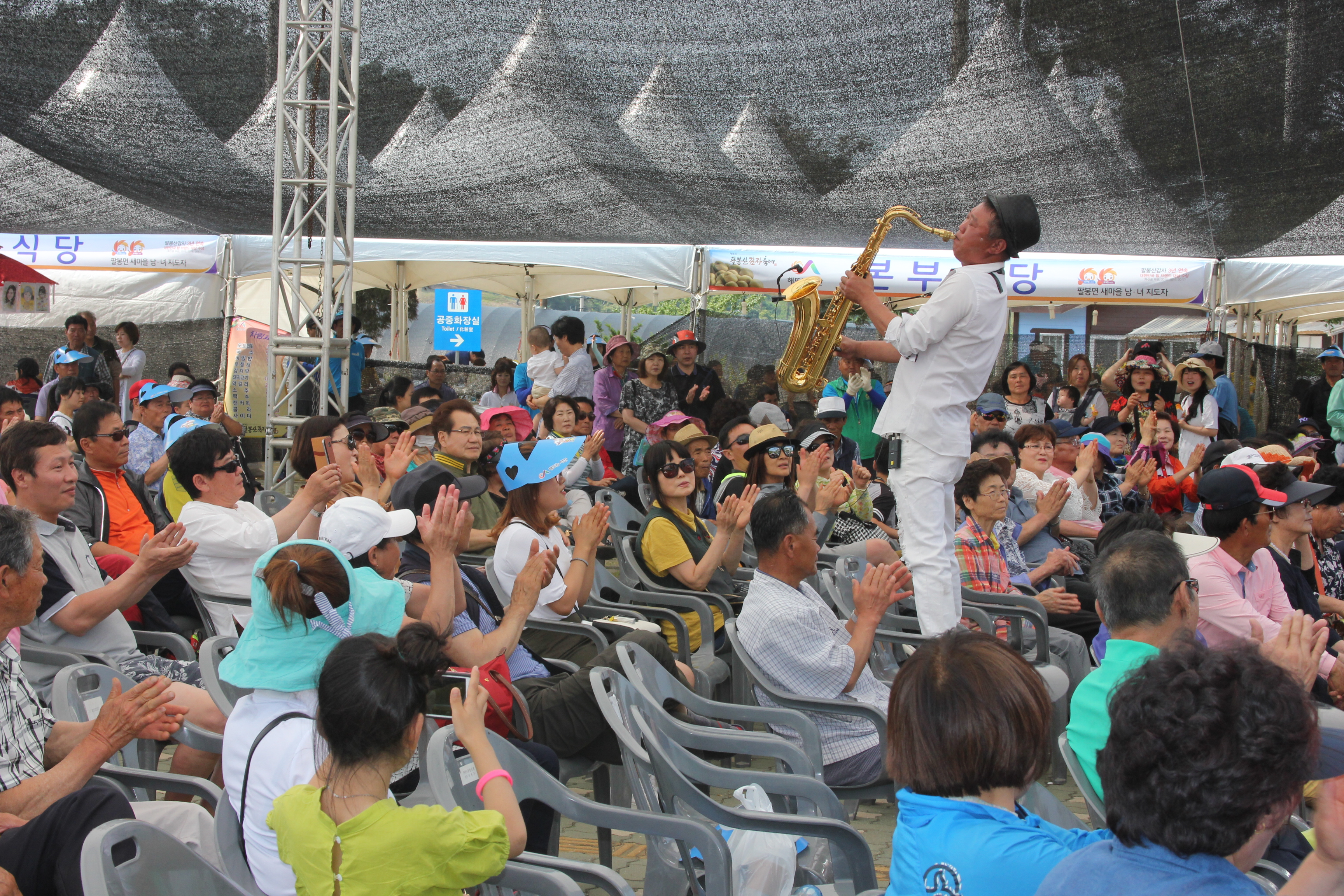

## 같이 보기
- 팔봉산 (서산)